# Bulinus barthi
Bulinus barthi é uma espécie de gastrópode da família Planorbidae.
Pode ser encontrada nos seguintes países: Quénia e Tanzânia.
Os seus habitats naturais são: pântanos.